# Conraua derooi
Conraua derooi es una especie de anfibios anuro de la familia Conrauidae.

## Distribución geográfica
Se encuentra en el sudeste de Ghana y el sudoeste de Togo.  

## Estado de conservación
Se encuentra amenazada de extinción por la pérdida de su hábitat natural.